# Aéroport de Stockholm-Västerås
Pour les autres aéroports desservant la ville de Stockholm, voir l'article « aéroport de Stockholm ».
L'Aéroport de Stockholm-Västerås ou Hässlö Flygplats est un aéroport situé à 100 km à l'ouest de Stockholm en Suède,  (code IATA : VST • code OACI : ESOW). Il accueille principalement des compagnies à bas coûts comme Ryanair.
La liaison avec la capitale est assurée par une compagnie de bus privée et s'effectue en 90 minutes. Il existe aussi une autre manière de joindre l'aéroport depuis Stockholm en utilisant le Pendeltåg jusqu'à Västerås (1h) et puis prendre le bus 3 en direction de l'aéroport (15 min).

## Situation

### Carte des aéroports de Suède
| \| 50 km1:2 974 000 \| Montagnes · Sälen Ängelholm–Helsingborg Åre Östersund Arvidsjaur Borlänge Gällivare Göteborg-Landvetter Hagfors Halmstad Hemavan Tärnaby Jönköping Kalmar Karlstad Kiruna Kramfors-Sollefteå Linköping Luleå Lycksele Malmö Mora-Siljan Norrköping Örnsköldsvik Örebro Pajala Ronneby Skellefteå Stockholm-Arlanda Stockholm-Bromma Stockholm-Skavsta Stockholm-Västerås Sundsvall-Timrå Sveg Torsby Trollhättan–Vänersborg Umeå Växjö Vilhelmina Visby |
| 50 km1:2 974 000 |

## Statistiques
Pour des raisons techniques, il est temporairement impossible d'afficher le graphique qui aurait dû être présenté ici.

Voir la requête brute et les sources sur Wikidata.

## Compagnies aérienneset destinations
| Compagnies | Destinations                                                     |
| ---------- | ---------------------------------------------------------------- |
| Ryanair    | Londres-Stansted En saison: Alicante-Elche, Malaga-Costa del Sol |

Edité le 27/02/2023

## Incidents
Le 1er septembre 2002, le vol Ryanair 685 de Stockholm-Västerås en direction de Londres-Stansted fut retardé durant plusieurs heures après qu'un suédois tenta de pénétrer dans l'avion avec une valise contenant une arme chargée. après son arrestation, les médias britanniques ont affirmé qu'il voulait détourner le vol et le faire précipiter sur l'ambassade des États-Unis à Londres.